# Condado de Montgomery (Indiana)
O Condado de Montgomery é um dos 92 condados do estado americano de Indiana. A sede do condado é Crawfordsville, e sua maior cidade é Crawfordsville. O condado possui uma área de 1 309 km² (dos quais 2 km² estão cobertos por água), uma população de 37 629 habitantes, e uma densidade populacional de 29 hab/km² (segundo o censo nacional de 2000). O condado foi fundado em 1823.